# سردار تاشچی
سردار تاشچی (ترکی استانبولی: Serdar Taşçı؛ زادهٔ ۲۴ آوریل ۱۹۸۷)، بازیکن فوتبال ترک‌تبار اهل آلمان است.
وی بین سال‌های ۲۰۰۸ تا ۲۰۱۰ در تیم ملی فوتبال آلمان بازی می‌کرد.